# 애마와 변강쇠
"애마와 변강쇠"는 한국에서 제작된 김문옥 감독의 1995년 영화이다. 한명구 등이 주연으로 출연하였다.

## 출연
- 한명구
- 박양희